# 1888. évi XXIII. törvénycikk
Az 1888. évi XXIII. törvénycikk a cukor adózását módosította, új korszakot nyitva Magyarország cukoriparában. Az előző jogszabályoktól eltérően nem a nyersanyagot, hanem a végterméket adóztatta, és az exporthoz kapcsolódó adó-visszatérítés helyett kiviteli prémiumot vezetett be. Hatására a 19. század végéig Magyarországon tizenkét új cukorgyár épült (lásd Magyarországi cukorgyárak listája).

## Előzményei
A korábban érvényes jogszabályok a cukorgyártás nyersanyagát, a cukorrépát adóztatták. Ezzel az alacsonyabb cukortartalmú magyar cukorrépa termelői hátrányba kerültek az Osztrák–Magyar Monarchia többi országához képest. Külön kérésre átalányadót is lehetett kiszabni a termelőberendezések kapacitása alapján, ami viszont a műszaki fejlesztést akadályozta, illetve olyan megoldások felé terelte, hogy a ténylegesen feldolgozott répa mennyisége haladja meg az adózott mennyiséget. A jogszabályokat az újabb technológiák megjelenéséhez igazítva sikerült az átalányadózást szigorítani. Az 1878. évi XXIII. törvénycikkely már a diffúziós edények űrtartalma alapján szabta ki az adót, ezzel azonban a magyar cukorgyárak hátrányba kerültek az osztrák, cseh és morva gyárakhoz képest. Az 1880. évi XLVII. törvénycikk megemelte a cukor adóját, különadót vetett ki a diffúziós edények adott határ feletti teljesítményére, ezzel párhuzamosan kismértékben növelte az exporthoz kapcsolódó adó-visszatérítéseket.

## Tartalma
A répa- és nádcukrot mázsánként 11 forint fogyasztási adó terhelte, amelyet a gyártó cégnek kellett megfizetnie. Az adó megfizetéséért a vállalkozó és az üzletvezető személyes felelősséggel tartozott. A cukortermelés megkezdése előtt legalább négy héttel a gyártelepet be kellett jelenteni a területileg illetékes királyi pénzügyigazgatóságnak. A gyártelepet úgy kellett kialakítani, hogy a cukorforgalom szigorú ellenőrzésére lehetőséget biztosítson, például a gyárat legalább két méter magas kerítéssel kellett körülvenni; az ellenőrzési feladatot ellátó pénzügyi személyzet részére a kerítésen belül (legalább négyszobás, konyhával és szükséges mellékhelyiségekkel ellátott) lakást kellett biztosítani. Az adóztatást a termékeken elhelyezett zárjegy igazolta. A cukortermékeket szállítani a gyáron belül és kívül csak a törvényben meghatározott időben, illetve a pénzügyigazgatóság által megjelölt útvonalon lehetett.
Az exportált cukor után a cukortartalomnak megfelelően mázsánként 1,50–2,30 forint közötti kiviteli jutalom járt. Az éves összes kiviteli jutalom azonban az osztrák-magyar vámterületre vonatkozóan nem lehetett több, mint öt millió forint; a keret túllépése esetén a különbözetet a cukorgyárak arányosan vissza kellett, hogy térítsék. (Ezt a keretösszeget utóbb 10, majd 18 millió forintra növelték.) Magyarország számára hátrányt jelentett az az elszámolási mód, hogy a kiviteli jutalmat az egyes államok nem a tényleges export, hanem a gyártás alapján fizették, így 1888 és 1898 között átlagosan kétszer annyit fizetett, mint a kivitel alapján kellett volna.

## Hatása
Az új cukoradótörvény, illetve a vasúti díjszabáson keresztül nyújtott támogatások hatására az új cukorgyárak alapítása vonzó befektetéssé vált. 1888-ban Hatvanban, Mezőhegyesen, Szerencsen, 1889-ben Selypen és Szolnokon, 1893-ban Baranyaváron és Oroszkán, 1894-ben Kaposváron, Sárváron és Marosvásárhelyen, 1896-ban Sasváron, 1899-ben pedig Nagybecskereken épült új cukorgyár. Az éves cukortermelés pár év alatt 50 000 tonnáról 120 000 tonnára emelkedett. Az 1890-es 13 529 tonna cukorbehozatali többletből 1894-re 23 739 tonna kiviteli többlet lett. Ezzel párhuzamosan nőtt a cukorrépa termőterülete is, amely az 1886–1890. évek átlagában még 82 000 kataszteri hold volt, az 1891–1895. évek átlagában 135 000 kataszteri holdra emelkedett.